# Antonio Luis Gagni
Antonio Luis Gagni (São Paulo, 1897 – São Paulo, 14 de julho de 1979) foi um pintor, azulejista, ceramista e artista plástico brasileiro. Trabalhou em obras para o Museu Republicano de Itu e para o Museu Paulista, contratado pelo então diretor da instituição Afonso d'Escragnolle Taunay.
No Museu de Itu, foi o responsável por produzir os painéis de azulejos que se encontram no saguão de entrada da instituição, no átrio e na escada interior, e retratam momentos históricos brasileiros, como cenas que representam o movimento bandeirista, a Independência do Brasil e a instauração da República. Para estas criações, Gagni utilizou-se de aquarelas de Miguelzinho Dutra como base.
Ao longo de sua carreira, Gagni participou de várias exposições coletivas, como o 2º Salão de Belas Artes de Piracicaba, em 1954, e o Salão Paulista de Belas Artes, nos anos de 1939, 1948, 1949, 1951, 1952, 1954 e 1957.
Gagni também foi responsável por produzir azulejos para a Prefeitura Municipal de Itu (atual Casa do Barão, da USP), para a Prefeitura de Barra Bonita e para a Escola Prática de Agricultura (atual Faculdade de Medicina de Ribeirão Preto da USP). A Pinacoteca de São Paulo atualmente guarda quatro cerâmicas do artista.

## Crítica
O painel de azulejos no Museu de Itu, realizado em 1942, foi descrito por Taunay: “notam-se no fundo do quadro os toscos edifícios do arraial que desponta, a igreja de Nossa Senhora da Candelária, em cuja fachada está a sineta da convocação dos fiéis à missa e de rebate dos bons vassalos para as ocasiões do serviço d'El Rei, e as singelas casinhas cobertas de palha dos moradores. Ainda no mesmo plano, duas árvores gigantescas, colossais jataís que ainda duraram muito e cuja lembrança longamente viveu na memória dos ituanos. Em frente à igrejinha, sogro e genro, Domingos Fernandes e Cristóvão Diniz observam a execução do trabalho que acabam de encomendar aos seus servos: o chantamento do primeiro e tosco cruzeiro da nova povoação. Pelas portas das palhoças e pelo Largo, brancos e índios assistem à piedosa cerimônia. No listão da moldura que enquadra a composição, lê-se: Itu, boca do Sertão. E realmente naquela época (1610) era o novo povoado o núcleo civilizado mais distante do litoral existente em todo o Brasil (cerca de 160 quilômetros). Domina o quadro a cruz da Ordem de Cristo, sobre cujo braço vertical se estampa o círio aceso, atributo simbólico da Senhora da Candelária”.

## Exposições
O artista participou de exposições individuais e coletivas:
- Salão Paulista de Belas Artes (6. : 1939 : São Paulo, SP);[10]
- 14º Salão Paulista de Belas Artes; [11]
- Salão Paulista de Belas Artes (15 : 1949 : São Paulo, SP);[12]
- Salão Paulista de Belas Artes (16. : 1951 : São Paulo, SP);[13]
- 17º Salão Paulista de Belas Artes;[14]
- 2º Salão de Belas Artes de Piracicaba;[15]
- 19º Salão Paulista de Belas Artes;[16]
- Salão Paulista de Belas Artes (21. : 1957 : São Paulo, SP).[17]

## Galeria

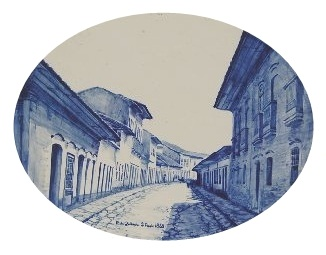
Rua da Quitanda, em azulejo, por Gagni
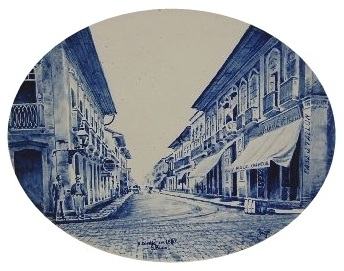
Azulejo retratando a Rua Direita
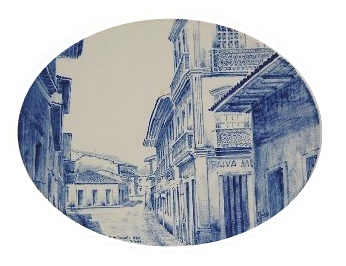
Rua do Rosário, em azulejo, acervo da Pinacoteca de São Paulo
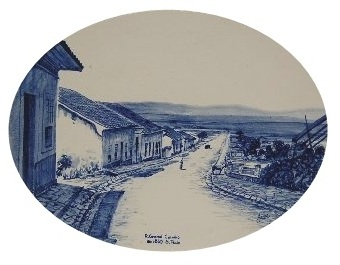
Rua General Carneiro, em azulejo, por Gagni
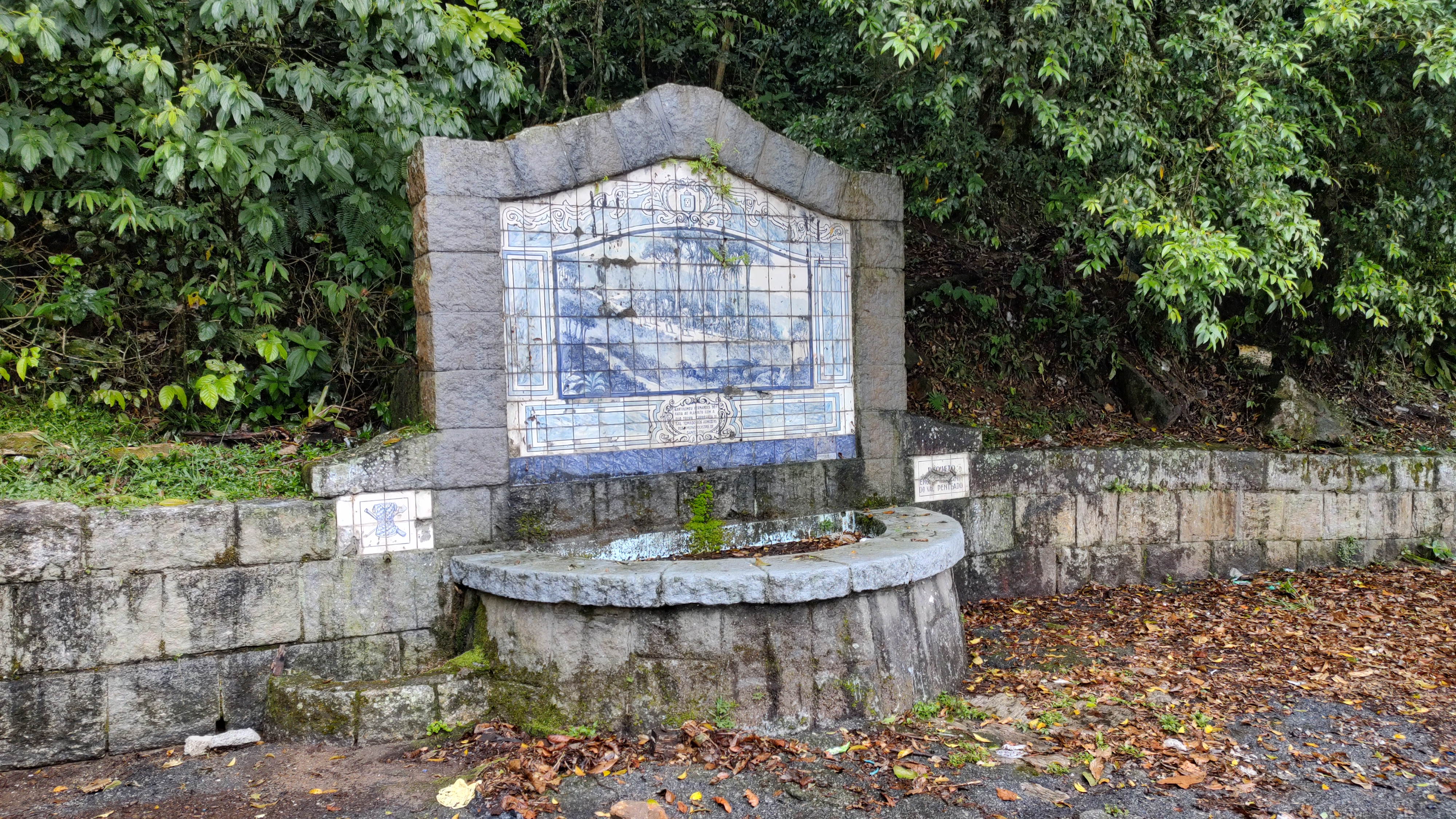
Antiga fonte na Rodovia Anchieta, em azulejo, por Gagni